# Осада Смоленска (1502)
Осада Смоленска — заключительный эпизод русско-литовской войны 1500—1503 годов на литовском направлении. Выступившее 2 июля 1502 года из Москвы войско под руководством Дмитрия Ивановича Жилки осадило Смоленск, находившийся под контролем Великого княжества Литовского.

## История
Первым к Смоленску двинулось русское войско под руководством Василия Шемячича, выступившее в мае 1502 года. В первых числах июня передовые отряды русской армии появились в окрестностях города. Узнав об этом, смоленский наместник Станислав Кишка начал готовиться к обороне города. Ситуация была удобной для русской стороны, так как великий князь литовский Александр Ягеллончик в то время не имел войск, которые можно было послать на помощь к Смоленску. Сбор войск Великого княжества Литовского был достаточно долгим, а соглашение с ротмистрами о дополнительном найме жолнеров закончилось только к середине июня. Тем не менее, основное русское войско выступило в поход только 2 июля, когда пришло известие об том, что Крымское ханство разбило союзника ВКЛ Большую Орду. Возглавил главную армию сын государя Ивана III Дмитрий Иванович Жилка. Передовой полк русской армии возглавил воевода Семён Иванович Стародубский.
В августе 1502 года русская армия разбила солдат Станислава Кишки и смоленских бояр на подступах к городу, заставив их отступить за городские стены, а затем начала осаду Смоленска. Одновременно русские войска стали грабить и жечь волости Великого княжества Литовского «по Березину и Видбеск и по Двину», захватывая в плен многих местных жителей. В частности, была разграблена Орша, были сожжены посады Витебска. Между тем, 16 августа 1502 года великий князь литовский Александр Ягеллончик выдал льготную грамоту, согласно которой смоленские мещане на 6 лет освобождались от налогов. Это укрепило боевой дух смолян.
Согласно Хронике Быховца, русское войско возвело батареи, заложило траншеи, а затем стало интенсивно обстреливать Смоленск из пушек и пыталось взять город приступом, однако гарнизон отбивал все попытки штурмов. 27 августа Иван III отправил к Смоленску подкрепление (пять полков во главе с Булгаковым и Голениным), насчитывающее примерно 4000—4500 ратников. В то же время Александр Ягеллончик не мог послать войска на помощь Смоленску из-за набегов на ВКЛ крымских татар и молдаван. Однако осаждающие находились в тяжелом положении. Из-за суровых погодных условий в русском лагере начались проблемы со снабжением. Окрестности Смоленска уже были разграблены и выжжены, поэтому там нельзя было найти много продовольствия. Вскоре в русском лагере вспыхнули болезни. 16 сентября русские предприняли очередной штурм Смоленска, но он закончился неудачей.
Вскоре к городу приблизилось посланное Александром Ягеллончиком литовское войско под командованием Станислава Кезгайло. Оно отбило у русских Оршу. Узнав об этом, Дмитрий Жилка, посоветовавшись с воеводами, решил отступить. 17 сентября русское войско сняло осаду и вернулось в Москву.
К одной из причин неудачи осады историки относят недисциплинированность, о которой пишет Типографская летопись. Так, Жилка по прибытии в Москву жаловался отцу на то, что многие дети боярские отъезжали промышлять над волостью без его ведома. За это Иван III многих из них посадил в тюрьму, а некоторых даже казнил. Другой причиной стало отсутствие на тот момент опыта взятия сильных крепостей, проявившееся ещё при осаде Выборга в 1495 году. К. В. Базилевич считал одной из причин отсутствие тяжёлой осадной артиллерии.
Осада Смоленска стала последним крупным военным событием этой русско-литовской войны. В апреле 1503 года между Русским государством и Великим княжеством Литовским было заключено Благовещенское перемирие, которое закрепило за Москвой обширные литовские территории, над которыми она установила контроль в ходе войны. Спустя одиннадцать лет Василий III вновь попытался взять Смоленск. Зимой и осенью 1513 года русские войска осаждали его, но смоленский гарнизон Великого княжества Литовского отбил эти две осады. Смоленск был взят русскими войсками в результате осады 1514 года.